# Alaska Panhandle
Alaska Panhandle (česky: Aljašský Panhandle), anglicky často také Southeast Alaska (Jihovýchodní Aljaška) je geografický region na Aljašce. Leží v jihovýchodní části státu podél pobřeží Aljašského zálivu. Na východě a na severu sousedí s Britskou Kolumbií v Kanadě (krátkou hranici s výběžkem sdílí také kanadské teritorium Yukon). Většina regionu leží v oblasti historicky obývané kmenem Tlingitů a většina oblasti je navíc tvořena vůbec největším americkým Národním lesem zvaným Tongass National Forest. 
Mezinárodní hranici mezi USA a Kanadou v regionu tvoří tzv. Boundary Ranges v horském pásmu Pobřežních hor, což mj. historicky vyvolalo letité Spory o hranici Aljašky. Pro region je typické mírné klima a velmi fotogenická krajina. Nejvýznamnějším městem regionu je Juneau, hlavní město státu Aljaška. Dalšími významnými městy jsou Sitka, Ketchikan nebo nejvýchodnější město na Aljašce zvané Hyder. 
V roce 2010 v regionu jihovýchodní Aljašsky žilo 71 616 obyvatel, tedy asi 10 % obyvatel Aljašky. Přibližně 45 % těchto obyvatel nicméně žilo v nejlidnatějším městě Juneau. Území se rozkládá na celkové rozloze 91,010 km2 (tj. 6,14 % rozlohy státu) a tvoří tak většinu území Alexandrových ostrovů. Z hlediska podnebí zde převládají oceánické a subpolární. S výjimkou Aleutských ostrovů (a jejich hlavního města Unalaska) je region jediným místem na Aljašce, kde průměrná denní teplota v zimních měsících nepřesahuje bod mrazu. 
Významnými zdroji příjmů místních obyvatel jsou zejména turismus, rybolov a těžba dříví.